# مجلة الدراسات عبر الأطلسي
مجلة الدراسات الأطلسي، (JTS) هي مجلة أكاديمية متعددة التخصصات وخاضعة لمراجعة الأقران تغطي جميع الجوانب المتعلقة بالعلاقات الأطلسي.
مجلة دراسات عبر الأطلس هي المنشور الرسمي لجمعية دراسات عبر الأطلسي (TSA) وهي المجلة العلمية الوحيدة المخصصة لدراسة العلاقات عبر الأطلس. ويتناول هذا الموضوع من منظور متعدد التخصصات بشكل صريح ويغطي النطاق التالي من الموضوعات:
- العلوم السياسية
- الدستورية المقارنة
- علاقات دولية
- دراسات أمنية
- التاريخ
- الأدب والثقافة
- الجغرافيا والدراسات السكانية
- التخطيط والبيئة

لا تسعى مجلة دراسات عبر الأطلسي إلى دراسة العلاقات الأوروبية الأمريكية فحسب، بل تسعى أيضًا إلى دراسة القضايا المتعلقة بالتفاعلات بين أوروبا وأمريكا اللاتينية.
بروفيسور آلان ب. دوبسون ( جامعة سوانسي ) هو المحرر حاليًا. مجلة دراسات عبر الأطلسي تصدر كل ثلاثة أشهر من قبل تايلور وفرانسيس.

## روابط خارجية
- معلومات عن المجلة
- جمعية الدراسات عبر الأطلسي